# (1811) Bruwer
(1811) Bruwer est un astéroïde de la ceinture principale.

## Description
(1811) Bruwer est un astéroïde de la ceinture principale. Il fut découvert le 24 septembre 1960 à l'observatoire Palomar par Cornelis Johannes van Houten, Ingrid van Houten-Groeneveld et Tom Gehrels. Il présente une orbite caractérisée par un demi-grand axe de 3,14 UA, une excentricité de 0,11 et une inclinaison de 8,5° par rapport à l'écliptique.

## Compléments